# Sankt Pantaleon
Sankt Pantaleon (středobavorsky Pontigo), též St. Pantaleon, je obec v okrese Braunau v rakouské spolkové zemi Horní Rakousy. U říčky Moosach byl postaven pomník na památku otroků, kteří zde pracovali v letech 1940/41 v koncentračním táboře Weyer.

## Geografie
Sankt Pantaleon leží v oblasti Innviertel. Přibližně 24 % rozlohy obce tvoří lesy a 64 % zemědělská půda.